# 明打威獼猴
明打威彌猴（學名：Macaca pagensis）是分布於印尼蘇門答臘島南部的明打威群島上的靈長目動物，屬於猴科彌猴亞科彌猴屬，也稱為巴蓋島彌猴。大多棲息於森林，主要以樹棲或半樹棲生活為主，營小群體生活，但是也會結大群活動，大多在白天活動，能站立行走，雜食性。